# Präsidentschaftswahl in Senegal 2019
Die Präsidentschaftswahl in Senegal 2019 fand am 24. Februar statt. Der Verfassungsrat stellte fest, dass Macky Sall im ersten Wahlgang die erforderliche absolute Mehrheit der Stimmen erzielt hatte und proklamierte ihn zum gewählten Präsidenten. Die Amtsperiode begann am 2. April 2019.
Als Wahlberechtigte waren 6.683.043 Senegalesen im In- und Ausland registriert. 15.397 Wahlbüros waren in 6919 Wahlzentren geöffnet. Etwa 5000 Wahlbeobachter waren im Einsatz. Die Leiterin der EU-Wahlbeobachtermission, Elena Valenciano, beurteilte den Ablauf der Wahl als „ruhig und transparent“. Am 25. Februar meldete der Premierminister Mahammed Dionne, dass nach vorläufigen Ergebnissen der Amtsinhaber Macky Sall voraussichtlich mit einer absoluten Mehrheit von 57 Prozent der abgegebenen Stimmen rechnen könne. Das endgültige amtliche Wahlergebnis werde erst in einigen Tagen feststehen. Am 27. Februar gab die Wahlkommission das vorläufige amtliche Endergebnis bekannt. Demnach erhielt Sall 58 Prozent und ist damit im ersten Wahlgang gewählt; es folgten Seck mit 21 und Sonko mit 16 Prozent. Die Wahlbeteiligung lag bei etwa 66 Prozent.

## Verfahren
Nach der Verfassung Senegals, die 2016 hinsichtlich des Präsidentenamtes in wichtigen Punkten geändert wurde, wird der Präsident der Republik in allgemeiner direkter Wahl und mit der absoluten Mehrheit der abgegebenen Stimmen gewählt. Die Amtszeit beträgt fünf Jahre. Niemand darf mehr als zwei aufeinanderfolgende Amtsperioden innehaben. Ein Kandidat muss im Besitz aller bürgerlichen und politischen Rechte sein.
Im April 2018 wurde das Wahlgesetz geändert und eine Art von Patenschaftssystem (französisch Parrainage) eingeführt. Danach konnte zur Wahl für das Amt als Präsident der Republik nur kandidieren, wer eine schriftliche Unterstützung von 0,8 Prozent der Wahlberechtigten aus mindestens der Hälfte der 14 Regionen des Landes nachweisen konnte. Außerdem musste eine Kaution von 30 Millionen CFA-Franc (umgerechnet etwa 45.730 Euro) hinterlegt werden.

## Kandidaten
Als Kandidaten traten sieben Bewerber an, von denen wiederum zwei ausgeschlossen wurden, da sie zu einer Haftstrafe von mehr als fünf Jahren verurteilt worden waren, was ebenfalls ein gesetzlich festgelegter Ausschlussgrund ist und im Januar 2019 vom Verfassungsrat bestätigt wurde. Diese beiden waren Karim Wade, Sohn des Ex-Präsidenten Abdoulaye Wade, sowie der Sozialist und frühere Bürgermeister der Hauptstadt Dakar, Khalifa Sall.
Zur Wahl traten somit neben dem Amtsinhaber Macky Sall noch die vier Politiker Madické Niang, Idrissa Seck, El Hadj Issa Sall und Ousmane Sonko an.

## Ergebnis
| Kandidaten                                                                 | Kandidaten        | Parteien                             | Stimmen   | %    |
| -------------------------------------------------------------------------- | ----------------- | ------------------------------------ | --------- | ---- |
|                                                                            | Macky Sall        | Alliance pour la République          | 2.555.426 | 58,3 |
|                                                                            | Idrissa Seck      | Rewmi                                | 899.556   | 20,5 |
|                                                                            | Ousmane Sonko     | PASTEF                               | 687.523   | 15,7 |
|                                                                            | El Hadj Issa Sall | Parti de l’Unité et du Rassemblement | 178.613   | 4,1  |
|                                                                            | Madické Niang     | Unabhängig                           | 65.021    | 1,5  |
| Gesamt                                                                     | Gesamt            | Gesamt                               | 4.386.139 | 100  |
|                                                                            |                   |                                      |           |      |
| Ungültige Stimmen                                                          | Ungültige Stimmen | Ungültige Stimmen                    | 42.541    | 1,0  |
| Wähler                                                                     | Wähler            | Wähler                               | 4.428.680 | 66,3 |
| Wahlberechtigte                                                            | Wahlberechtigte   | Wahlberechtigte                      | 6.683.043 |      |
|                                                                            |                   |                                      |           |      |
| Quellen: Conseil constitutionnel, Entscheidung, Ergebnis nach Départements |                   |                                      |           |      |